# I-175
El I-175 (イ-175?) fue un submarino japonés del Tipo KD6b, activo en la Armada Imperial Japonesa durante la Segunda Guerra Mundial. 

## Historial
Entró en servicio el 8 de diciembre de 1938 tras ser construido en los astilleros de Mitsubishi en Kōbe, con la designación I-75. Tras casi cinco años de servicio, su identificador fue incrementado en un centenar en mayo de 1942, pasando a ser el I-175.
Su primera misión durante la Segunda Guerra Mundial consistió en patrullar al sur de Oahu con el objetivo de atacar a los buques que pretendiesen escapar del ataque a Pearl Harbor. Diez días después, el 17 de diciembre de 1941, torpedeó y hundió al mercante estadounidense de 3.252 toneladas Manini, 180 millas al sur de Hawái, en la posición (17°46′N 157°3′O / 17.767, -157.050). En el verano de 1942, en aguas australianas, dañó a dos mercantes y hundió otro, el francés Cagou, así como a un remolcador.
La principal acción que llevó a cabo durante la guerra fue el hundimiento del portaaviones de escolta USS Liscome Bay, en la madrugada del 24 de noviembre de 1943. En la misma acción también fue atacado otro portaaviones, el USS Coral Sea, que no resultó alcanzado por los torpedos.
El I-175 resultó hundido el 4 de febrero de 1944 mientras se encontraba bajo ataque de los destructores USS Charrette y USS Fair. Este último alcanzó con varias granadas lanzadas con su erizo al I-175, que se hundió con toda su tripulación en la posición (6°48′N 168°8′E / 6.800, 168.133).